# Барбора Мішендова
Барбора Мішендова (словац. Barbora Mišendová, 12 лютого 1998) — словацька плавчиня. Учасниця Чемпіонату світу з водних видів спорту 2017, де в попередніх запливах на дистанції 100 метрів батерфляєм посіла 34-те місце і не потрапила до півфіналів.